# Reaumuria persica
Reaumuria persica är en tamariskväxtart som först beskrevs av Pierre Edmond Boissier, och fick sitt nu gällande namn av Pierre Edmond Boissier. Reaumuria persica ingår i släktet Reaumuria och familjen tamariskväxter. Inga underarter finns listade.